# Jonas Strand Gravli
Jonas Strand Gravli (10 novembre 1991) è un attore norvegese.

## Biografia
Gravli è nato a Nord-Ordal, Norvegia. Suo padre è Rune Gravli, un autista professionista di go-kart. È fidanzato con Trude Bratlie, una musicista e social influencer. Nel dicembre 2020 hanno annunciato che si sarebbero sposati. Ha frequentato prima la Stange High School e poi il Nordic Institute of Stage and Studio. Dopodiché si è iscritto alla Norwegian National Academy of Theatre.

### Carriera

#### Recitazione
Ha iniziato la sua carriera nel teatro, esibendosi regolarmente al Nationaltheatret. Nel 2014 ha ottenuto il primo ruolo al di fuori del teatro, interpretando Axel nel corto Victor. È diventato noto grazie ai ruoli di Laurits in Ragnarok e di Viljar Hanssen in 22 Luglio. Il suo management è Independent Talent Group.

## Filmografia[5]

### Cinema
- 22 luglio (22 July) regia di Paul Greengrass (2018)
- Askeladden – nel Castello di Soria Moria regia di Mikkel Brænne Sandemose (2019)
- Viaggio ai confini della terra (Amundsen) regia di Espen Sandberg (2019)
- Kjære landsmenn regia di Hallvar Witzø (2021)

### Serie televisive
- Heimebane - serie tv, (2018-2019)
- Roeng - serie tv, (2018)
- Wisting - serie tv, (2019-2021)
- 17 - serie tv, (2018-2021)
- Helt perfekt - serie tv, (2011-2022)
- Ragnarok - serie tv, (2020-2023)
- Jordbrukerne - serie tv, (2021)